# Nazionale maschile di rugby a 15 del Camerun
La nazionale di rugby XV del Camerun è inclusa nel terzo livello del rugby internazionale.